# Думацхови
Думацхови (груз. დუმაცხოვი) — село в Грузии. Находится в Хашурском муниципалитете края Шида-Картли. Высота над уровнем моря составляет 780 метров. Население — 111 человек (2014).